# Laurent Cazanave
 (octobre 2023).
 (octobre 2023).
 (octobre 2023).
Pour les articles homonymes, voir Cazanave.
Laurent Cazanave, né à Paris le 26 juillet 1988, est un comédien, metteur en scène et auteur français. 

## Biographie
Il commence le théâtre en 1993 avec Karin Catala et Les enfants de la comédie, école de spectacle créée à Sèvres. 
En 2006, il est reçu aux concours de la Classe libre du Cours Florent et du Théâtre national de Bretagne (TNB). Il choisit ce dernier et y reste jusqu’en 2009, puis entame sa carrière professionnelle de comédien, de metteur en scène et d'écrivain.[réf. souhaitée]

## Théâtre

### Acteur
- 1997-1998 : 
  - La plus belle Bleue (Karin Catala) - Sèvres
  - L'Esprit de Noël de Dickens (Karin Catala) - Sèvres
- 1998-1999 : 
  - Une journée particulière d'Etore Scola (Jacques Weber) - Théâtre de la Porte saint Martin Paris
- 1998-2001 : 
  - Le Petit Poucet (Karin Catala) - Théâtre des Hauts-de-Seine et des Yvelines
- 2001-2003 : 
  - Madame Doubtfire (Daniel Roussel) avec Michel Leeb - Théâtre de Paris et en tournée en France, Belgique, Suisse.
  - Chanteclerc d'Edmond Rostand (Karin Catala) - Théâtre des Hauts-de-Seine
- 2004 : 
  - Un voyage extraordinaire d'après Jules Verne (Karin Catala) - Théâtres des Hauts de seine et des Yvelines
- 2008 : 
  - Farces et petites comédies, Pauvre Loup et Macbett de Ionesco (Duncan Evenou) - Festival d'Aurillac
  - La Nuit de Madame Lucienne de Copi (Vanille Fiaux) - TNB
- 2009-2010 : 
  - Les Mains d'Edwidge au moment de la Naissance de Wajdi Mouawad (Nadia Xerris L.) - TNB
  - Sallinger de Koltès (Ivica Buljan) - TNB, Croatie, Bosnie, Slovénie
  - 399 secondes de Fabrice Melquiot (Stanislas Nordey) - TNB, Théâtre Ouvert Paris
  - Anatomie 2010, Comment Toucher de Roland Fichet (Roland Fichet) - TNB et Théâtre de l'Est Parisien Paris
- 2010-2011 : 
  - Tout doit disparaître d'Éric Pessan (Jean-Christophe Saïs) - Théâtre Ouvert Paris
  - 4 Saisons Chaleur Enfantine de Laurent Cazanave (Laurent Cazanave) - Sèvres et Boulogne-Billancourt
  - Le Mariage Forcé de Molière (Karin Catala) - Festival off d'Avignon
- 2010-2012 : 
  - Brume de Dieu de Tarjei Vesaas (Claude Régy) - Festival d'Automne, ménagerie de Verre et en tournée en France et en Belgique Seul en scène[1]
- 2012-2013 : 
  - L'O de Karin Catala - Sèvres
  - 20 novembre de Lars Norén (Stéphane Valensi) - Seul en scène Montpellier, Amiens, Paris, Lille
  - Phèdre de Ritsos (Christine Letailleur) - Rennes
- 2012-2014 : 
  - Ce que j'appelle l'oubli de Laurent Mauvignier (Angelin Preljocaj) - Ballet Compagnie Preljocaj Seul en scène avec 6 danseurs Aix en Provence, Lyon, Paris, tournée en France et à l'étranger
- 2013-2014 : Spirales d'après Vallen de Anne Provoost (Eric de Dadelsen) - Vannes, Ploërmel, Redon, Cergy
- 2014-2015: Siècle(s) d'après L'inquiétude d'être au monde de Camille de Tolédo (Christophe Bergon) - Toulouse
  - Eros ou Platon de François-Marie Pailler (Laurent Cazanave, Marie-Noëlle Billard -  Chaville
  - L'Humanité d'après Les Poèmes d'August Stramm (Thomas Bouvet) - Vanves, Paris
  - Petits contes d'amour et d'obscurité de Lazare (Lazare) - Rennes, Belfort, Nantes, Toulon, Marseille
- 2015-2016: 
  - Les Affluents-D3SIRS de Caroline Jaubert (Caroline jaubert)
  - Sur une île de Camille de Tolédo (Christophe Bergon) - Toulouse
- 2015-2017: 
  - Retour à Berratham de laurent Mauvignier (Angelin Preljocaj) Cour d'honneur Festival d'Avignon 2015, Aix, Paris, Luxembourg et en tournée en France
  - Retour à Berratham de Laurent Mauvignier (Angelin Preljocaj) Avignon cour d'honneur, Paris Théâtre de Chaillot, tournée
- 2016 : 
  - L'Humanité d'après Les Poèmes d'August Stramm (Thomas Bouvet) - Lausanne
  - Petits contes d'amour et d'obscurité de Lazare (Lazare) - Vitry Studio théâtre
  - La Marquise de Leo Koesten ( Laurent Cazanave) - Sèvres festival Art Céram
  - in Time de Laurent Cazanave et Caroline Jaubert (Laurent Cazanave, Caroline Jaubert) Paris
- 2017 : 
  - Le Quatrième Mur de Sorj Chalandon ( Arnaud Stephan) Avignon, Rennes, Vitré
  - L'humanité d'August Stramm (Thomas Bouvet) Genneviliers
  - Le Roi des Concombres de Leo Koesten (laurent Cazanave) Jeune Public SEL Sèvres
- 2017-2022: 
  - L'Appel de Charlotte Jaubert (Laurent Cazanave, Caroline Jaubert) Sèvres, Plaisi
- 2018-2019: 
  - Soleil Blanc de Julie Berès, Paris Théâtre des Abbesses et tournée
- 2018-2022: 
  - Cyrano de bergerac d'Edmond Rostand (Jules Méary- Alexandre Virapin) SEL Sèvres, Boulogne, Ville d'Avray
- 2020-2022: 
  - Max et Zoé: jeune public de Marie Noelle Billard , Paris, Boulogne, écoles
- 2021: 
  - Morbidable création plateau  Sèvres
- 2022: 
  - Jean La Chance de Bertolt Brecht (Karin Catala) Sèvres

### Metteur en scène
- 2004-2005: 7 jours avec un menteur (Laurent Cazanave, Sébastien Robert) - Sèvres
- 2006: Dehors peste le chiffre noir (Katherin Röggla) - TNB
- 2010: Chaleur Enfantine (Laurent Cazanave) - Sèvres et Boulogne Billancourt
- 2011-2012: Dans la solitude des champs de coton (Koltes) - Conseiller artistique -  Nantes et Le Mans
- 2011: Le Mariage Forcé (Molière) - Conseiller artistique -  festival off d'Avigon
- 2011-1012: La Dispute et La Commère (Marivaux) - Conseiller -  artistique Sèvres
- 2012: Le dessinateur (Laurent Cazanave) - Sèvres
- 2012: Talk To Me (Marine Riguet) - Paris
- 2011-2013: Tes Yeux se voilent (Laurent Cazanave) - Boulogne-Billancourt, Bouffon Théâtre, Sèvres, Clermont-Ferrand (article du 9 septembre 2011); Berlin festival francophone de théâtre contemporain (25 mai 2013)
- 2014-2016: Eros ou Platon de François-Marie Pailler (Laurent Cazanave, Marie-Noëlle Billard), Chaville, sèvres, vélizy, Viroflay
- 2014-2015: Tous les Enfants veulent faire comme des grands de Laurent Cazanave (Laurent Cazanave), Boulogne, travail avec les comédiens amateurs de La sauce Piquante
- Mai 2016: La Marquise de Léo Koesten (Laurent Cazanave) Festival Art Céram Sèvres
- 2015-2016: Tous les enfants veulent faire comme des grands de Laurent Cazanave (Laurent Cazanave), Strasbourg TNS
- Avril 2017: Le cantique de la Crinière d' Axelle Motte (Laurent Cazanave) SEL Sèvres
- 2017: La Poussette de Nicolas Viel, (Laurent  Cazanave) Théâtre Darius Milhaud [2] Opérette
- 2017: Les dés (Laurent Cazanave) Festival Laab d'Echirolles
- Décembre 2017: Le roi des Concombres de Léo Koesten (Laurent Cazanave)SEL Sèvres Jeune Public
- Décembre 2017-Avril 2019 L'Appel de Charlotte Jaubert (Laurent Cazanave, Caroline Jaubert) Sèvres, Plaisir, Bruxelles festival  Tri Marrant
- 2018-2019: Tous les enfants veulent faire comme les grands de Laurent Cazanave (Laurent Cazanave) Théâtre des Déchargeurs  Paris,
- 2020: Le 7ème Continent de Laurent Cazanave (Laurent Cazanave) Saint Lunaire, Nouvoitou
- 2022: La Horde du Contrevent de Alain Damasio (Laurent Cazanave)
- 2021-2022: Je me suis assise et j'ai gobé le temps de Laurent Cazanave (Laurent Cazanave) Paris, Dinard

## Filmographie

### Cinéma

#### Longs métrages
- 2000: Le Fabuleux Destin d'Amélie Poulain (Jean-Pierre Jeunet)
- 2005: Paris je t'aime
- 2012 : Brume de Dieu (Alexandre Barry) (Claude Régy)[réf. nécessaire]
- 2014: Eden de Mia Hansen-Løve : Nico

#### Courts métrages
- 2002: mystère à la manufacture (Christine Marret)
- 2013: I Want You Back (Julian Starke)
- 2013: ça swingue (Marie-Noëlle Billard-Moureau)
- 2014: Visage(s) (Jérome sullerot)
- 2015: Spectacle sans objet (Louise Hervé, Choé Maillet)
- 2017: Cousine (Anouck Delpeut)
- 2017: Chaos (Leo-Paul Payen)
- 2017: L'Horloger (Mathias Priou)

### Télévision
- 1999: Brigade des mineurs (série télévisée, 1977 à 1979) ou Brigade des mineurs (téléfilm), "Suicide d'un adolescent" (Michaela Wateaux)
- 2000: Louis la Brocante, "L'Académie des quatre jeudis" (Philippe Roussel)
- 2000: Commissariat Bastille, "En toute innocence" (Gérard Maleterre)
- 2001: Commissaire Moulin, "Le petit homme" (Gérard Marx)
- 2002: Sauveur Giordano, "Mauvaise Graine" (Denis Amar)
- 2004: Les Monos, "L'autre souffle" (Dennys Berry)
- 2005: L'Île Atlantique (Gérard Mordillat)
- 2011: Kids Film, "Le clown déjanté" (Aruna Villiers)

### Réalisation
- 2017: Je suis un baiser de Laurent Cazanave (Laurent Cazanave) festival Nikon + version longue de 6 minutes

## Publications
- 2011: 4 saisons Édition à compte d'auteur
- 2013: Les Peintres (avec Léo Koesten) Éditions l' Harmattan
- 2013: Le comédien, le danseur de la langue, Demi-plié du ballet Preljocaj et No 6 de Spécimen
- 2019: Tous les enfants veulent faire comme les grands Editions Le Cygne
- 2022: Je me suis assise et j'ai gobé le temps Editions Le Cygne

## Distinctions
- 1998: Lauréat de la Ville de Sèvres pour sa participation à Une journée particulière
- 2002: Prix Tête de l'Art de la ville de Sèvres pour le scénario de Panique à la Manufacture[3]
- 2002: Nomination de Madame Doubtfire au Molière de la meilleure pièce comique[4]
- 2011: Nomination au  Molière du Jeune talent Masculin pour sa participation à Brume de Dieu[5]